# 케네스 앨퍼드

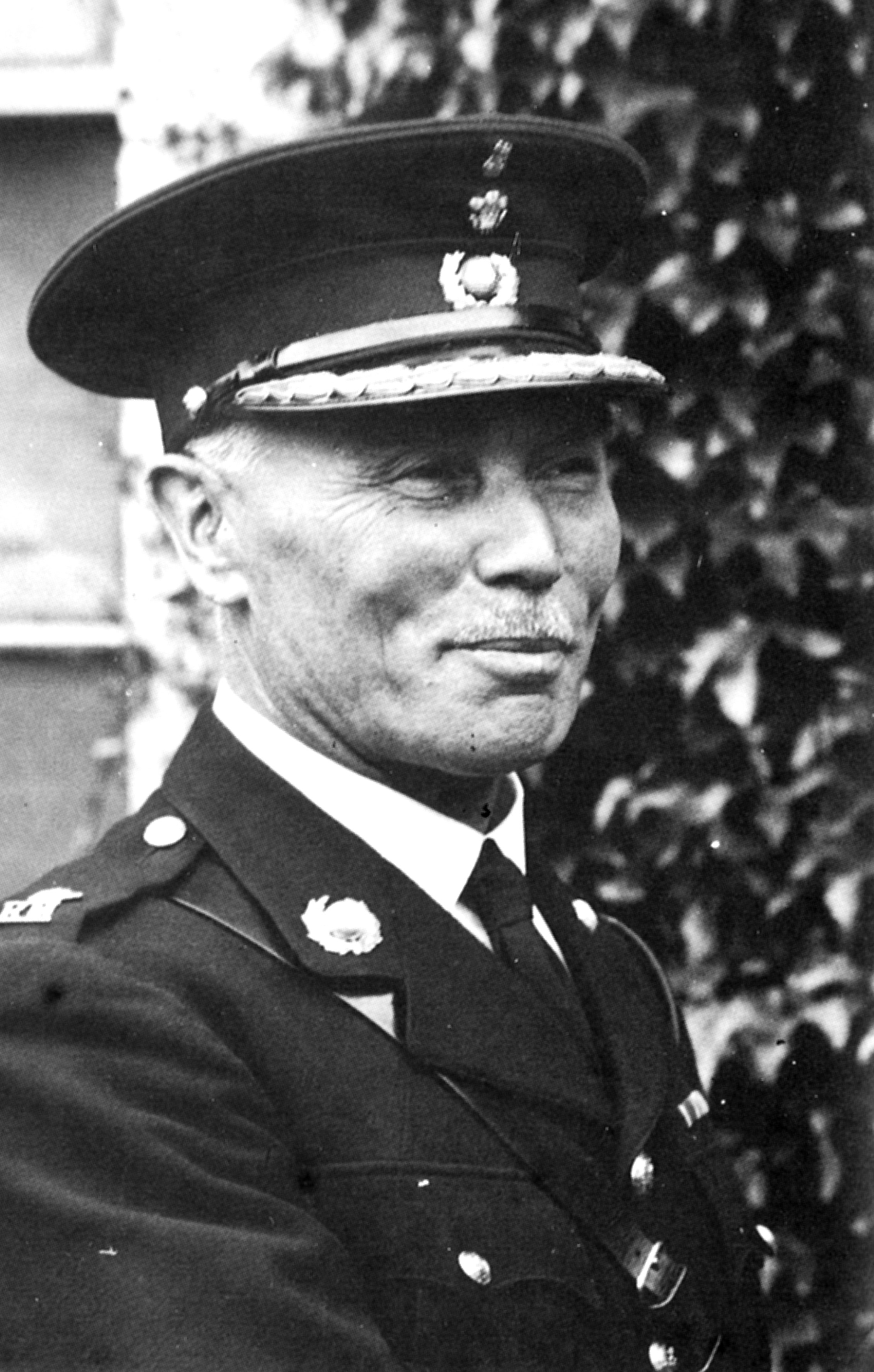
케네스 앨퍼드

케네스 조지프 앨퍼드(영어: Kenneth Joseph Alford, 1881년 2월 21일 ~ 1945년 5월 15일)는 영국의 작곡가이다.

## 어린 시절 및 교육
케네스 앨퍼드는 1881년 2월 21일에 런던의 라클리프 마을에서 로버트와 루이사 앨퍼드의 4번째 자녀로 태어났다. 1884년 12월 9일에 5번째 자녀인 란돌프 로브젠트는 그의 형처럼 레오 스탠리라는 가명으로 군대 음악계에서 잘 알려지게 된 앨퍼드 가족에게서 태어났다. 앨퍼드의 아버지는 그가 7세때 죽었고 그의 어머니는 14세때 죽었다.
그의 초기 음악 교육은 피아노와 오르간 연주에 관한 것이었고, 오늘날까지도 남아있는 성 바울 교회에서 교회 합창단으로 일했다. 런던의 이스트엔드에서 살던 소년으로서 그는 독일 밴드와 초기 구세군 밴드를 포함한 거리 음악가와 밴드를 자주 들었다.

## 사망
1907년부터 1930년까지 앨퍼드는 한 곳에서 2년이상을 보낸적이 없었으며 이로 인해 플리마우스에서 14년동안 머무르는 것을 더욱 좋아했다. 그는 로얄 해병대 밴드의 리더로 유명해졌다. 앨퍼드는 1944년 6월 1일에 건강 문제로 왕립 해병대에서 은퇴했으며, 1945년 5월 15일에 암 수술후 서리 레이게이트에 있는 집에서 사망했다.

## 작품 목록
- 《가는 빨간 선》 (1908)
- 《보기 대령 행진곡》 (1914)
- 《위대한 작은 군대》 (1916)
- 《총의 목소리》 (1917)
- 《사라진 군대》 (1918)
- 《구름 기병》 (1923)
- 《나일강의 군대》 (1941)